# Svante Tolf
Carl Svante Tolf, född 14 december 1924 i Gamleby församling, Kalmar län, död 2002, var en svensk jurist. 
Tolf, som var son till köpman Carl Johan Tolf och Florence Lundin, avlade studentexamen i Linköping 1945 och blev juris kandidat vid Uppsala universitet 1950. Efter tingstjänstgöring 1952–1954 blev han sekreterare hos Svenska stadsförbundet 1954 ,  stadsombudsman och kommunalborgmästare i Nynäshamns stad 1959 och chef för kommunkansliet i Nynäshamns kommun 1971.